# Projekt 41
Projekt 41 war eine Klasse von Zerstörern der sowjetischen Marine im Kalten Krieg, die für die Serienproduktion vorgesehen war, von der aber nur ein Prototyp, die Neustraschimy (russisch Неустрашимый; deutsch: Der Furchtlose), gebaut wurde.

## Geschichte
Der grundlegende Plan, ein Schiff zu bauen, das letztlich Projekt 41 werden sollte, zeichnete sich schon zum Ende des Zweiten Weltkrieges ab. Es wurde wegen seiner großen Wasserverdrängung, als großer Zerstörer in den Wirtschaftsplanungen des Militärs für die nächsten zehn Jahre noch im Jahr 1945 aufgeführt. Josef Stalin lehnte bei der Durchsicht der Pläne die Klasse ab, da er solche Schiffe für die Sowjetunion für überflüssig hielt.
Nachdem sich die Zerstörer des Projekts 31bis in den Punkten Reichweite, Geschwindigkeit und Flugabwehrbewaffnung als unzureichend für zukünftige Aufgaben erwiesen hatten, wurde am 14. Juni 1947 der Planungsbeginn für einen neuen Zerstörertyp angeordnet. 
Die Fertigung der Bauteile begann auf den Werften 190 und 402 im Dezember 1949 mit dem Vorfertigen von Bauelementen für den Prototyp, Baubeginn auf Werft 190 war der 5. Juli 1950.
Bei einem hochrangig besetzten Treffen im April 1951 wurde Projekt 41 endgültig verworfen, der Ressourcenverbrauch und die langen Bauzeiten für ein so großes Schiff wurden als untragbar angesehen und die Entwicklung einer modifizierten Version von Projekt 41 wurde angeordnet. Dies führte zum Projekt 56.

## Technik

### Antrieb
Projekt 41 war mit zwei TV-8-Turbinen ausgerüstet, die von vier KV-41-Dampfkesseln mit 450 °C heißem Dampf, der unter einem Druck von bis zu 64 kg/cm² stand, angetrieben wurden.

### Bewaffnung
Die Hauptbewaffnung der Schiffe bestand aus zwei SM-2-1-Geschütztürmen, die je zwei koaxial montierte 130-mm-L/58-Geschütze trugen. Je ein Turm wurde auf der Back und dem Achterschiff aufgestellt. Es waren normalerweise 800 Granaten für diese Waffen an Bord. 
Die Flugabwehr stützte sich auf vier stabilisiert gelagerte Lafetten von Typ SM-16, die je zwei 45-mm-L/78-Maschinenkanonen trugen. Für diese Zwillingslafetten wurden rund 8.000 Schuss Munition mitgeführt. Die Waffen wurden in Paaren auf dem Oberdeck verbaut, je zwei SM-16 hinter „Turm A“ und zwei weitere hinter „Turm B“.
Weiterhin waren zwei Vierlingslafetten 4M-120 mit 25-mm-L/79-Maschinenkanonen verbaut, die ursprünglich für einen neuen Schlachtkreuzertyp entwickelt worden waren. Da zu dieser Zeit sowohl der Bau des Kreuzertyps als auch der der 4-M-120-Lafette nicht weiter verfolgt wurde, kamen die beiden fertiggestellten Prototypen der Waffe auf der Neustraschimy mit rund 20.000 Granaten als Munitionsvorrat zum Einbau.
Als Torpedobewaffnung waren zwei fünfrohrige Torpedorohrsätze mittschiffs verbaut, die hintereinander zwischen den beiden Schornsteinen standen. 
Die Schiffsklasse konnte 105 Wasserbomben mitführen und bis zu 48 Minen an Bord nehmen. 

### Feuerleitung und Sensoren
Jeder der beiden Hauptgeschütztürme verfügte auf seinem Dach über ein eigenes „Schtag B“-Feuerleitradar (russisch Штаг-Б), welches das Feuer bis zu Entfernungen von 15 Kilometern leiten konnte. Die zentrale Feuerleitung stützte sich auf einen Entfernungsmesser des Typs „SPN-500“ (russisch СПН-500), der auf dem Vormars installiert war.
Jedes Schiff war mit zwei Kljus-Feuerleitradargeräten ausgerüstet – je eines auf dem Achterschiff und auf dem Dach der Brücke – welche die Flugabwehrkanonen leiteten. 
Weiterhin waren auf jedem Schiff ein Radar zur Luft- und Oberflächensuche sowie ein einfaches Navigationsradar installiert.
Zur Suche nach Unterwasserkontakten war ein „Pegas“-Sonar (russisch Пегас) installiert, dessen Sensor an der Rumpfunterseite am Vorschiff unmittelbar vor „Turm A“ installiert war.

## Einsatzgeschichte der Neustraschimy
Die Kiellegung fand am 5. Juli 1950 auf Werft 190 Leningrad statt, der Stapellauf erfolgte im Januar des nächsten Jahres. Das Schiff wurde ab Anfang 1952 in die Erprobung übernommen und am 31. Januar 1955 in den Dienst der Flotte gestellt. Es war bis zu seiner Außerdienststellung am 25. Januar 1974 im Dienst der Baltischen Flotte, und mit seiner Verschrottung wurde noch im gleichen Jahr begonnen.